# Ferdinand, hertig av Calabrien
Ferdinand, hertig av Calabrien, född 25 juli 1869 i Rom, död 7 januari 1960 i Lindau, var pretendent till att bli kung av Bägge Sicilierna 1934–1960.
Han var son till Alfonso, greve av Caserta (1841–1934).
Gift i München 1897 med Marie av Bayern (1872–1954), dotter till Ludvig III av Bayern.

## Barn
- Antoniette (1898–1957)
- Maria Cristina (1899–1985); gift 1948 med Manoel Sotomayor-Luna, vicepresident av Ecuador (1884–1949)
- Ruggiero, hertig av Noto (1901–1914)
- Barbara (1902–1927); gift i München 1922 med Franz Xaver zu Stolberg-Wernigerode (1894–1947)
- Lucia (1908–2001); gift på Nymphenburg 1938 med Eugen, hertig av Ancona , prins av Savojen (1906–1996)
- Urraca (1913–1999)